# Transboundary and Emerging Diseases
Transboundary and Emerging Diseases, abgekürzt als Transbound. Emerg. Dis., ist eine wissenschaftliche Fachzeitschrift, die vom Wiley-Blackwell-Verlag in Zusammenarbeit mit der Society for Tropical Veterinary Medicine veröffentlicht wird. Die Zeitschrift ging aus dem Zentralblatt für Veterinärmedizin hervor, dass 1953 gegründet wurde. Im Jahr 1963 erfolgte eine Aufspaltung in drei Reihen, die Zentralblatt für Veterinärmedizin, Reihe A-C hießen. Das Zentralblatt für Veterinärmedizin, Reihe A wurde 1986 in Journal of Veterinary Medicine. Series A, Physiology, Pathology, Clinical Medicine umbenannt. Seit 2008 erscheint sie unter dem Namen Transboundary and Emerging Diseases mit sechs Ausgaben im Jahr. Es werden Arbeiten veröffentlicht, die sich mit infektiösen Erkrankungen von Tieren beschäftigen.
Der Impact Factor lag im Jahr 2014 bei 2,944. Nach der Statistik des ISI Web of Knowledge wird das Journal mit diesem Impact Factor in der Kategorie Infektionskrankheiten an 30. Stelle von 78 Zeitschriften und in der Kategorie Veterinärmedizin an erster Stelle von 133 Zeitschriften geführt.